# 安贞堡
25°59′30″N 117°45′34″E / 25.99167°N 117.75944°E
安贞堡，又名池贯城，位于中华人民共和国福建省三明市永安市槐南镇，是一座由当地池氏家族修建的土堡。安贞堡修建于清光绪十一年（1885年），其目的是为了防御土匪骚扰。整座院落坐西朝东，前后高差4米，外墙为防御性建筑，其内有360余间民居。2001年，安贞堡被列为全国重点文物保护单位。

## 历史
安贞堡始建于清代光绪十一年（1885年），是由当地乡绅池占瑞、池连贯父子建造的，目的是为了防御土匪骚扰。光绪二十五年（1899年），安贞堡建造完工。安贞堡所在地在建造前是一片沼泽地，据传为了建造该土楼，当时的工人铺设了大量的松木作为地基。安贞堡自建成后被土匪围攻过3次，其中1933年，安贞堡遭土匪围攻一个半月，但最终未被攻破。1991年，安贞堡被列为福建省文物保护单位。2001年，安贞堡被列为全国重点文物保护单位。2010年，安贞堡开始了自建成以来的第一次大修。

## 结构
安贞堡又名池贯城，位于中华人民共和国福建省三明市永安市槐南乡境内，占地面积10000平方米，建筑面积6000平方米，房屋360余间，是三明境内现存规模最大的一座客家土楼。安贞堡整体坐西朝东，前部呈方形，后半部为半圆开，依山势逐渐升高，前后高度落差高达4米，面宽88米，进深90米。外墙用石料加土夯筑而成，高9米，厚4米，共设置有198个射击孔和96个瞭望口。墙上设有跑马道，跑马道顶部覆有悬山式顶。前部外墙的两角各建有一座和外墙齐高，顶部为歇山式的碉楼。堡内建筑前后共分为三进院落，所有建筑均为悬山式顶。第一进为外墙与前楼的链接，前楼分为上下两层，每层各有14间房，多位谷仓和贮藏间。第二进院落为安贞堡的主院落，由天井、上堂、上堂间、左右厢房、下堂和下堂间组成，是堡内的核心居住区，其中上堂和下堂各有18处，此外还分布有5口水井。第二进院落两侧各有一片厨房和餐厅，其中厨房共计12间。正厅厢房两侧有回廊与两侧的厨房和餐厅相通。第三进院落正中有一间二层厅，即“龙厅”，是堡内的会客场所，一楼入口处挂有“高仰”牌匾，二楼檐下挂有“望远”。堡内保存着大量壁画，题材包括山水、人物、动物、植物等。堡内的梁仿、斗拱、垂花、雀替、漏窗、檐下、窗权、屏风、隔扇、柱础上等处均有大量雕刻，题材包括“花开富贵”、“富贵牡丹”、“龙凤呈祥”等。该堡内没有蜘蛛也没有蚊子，但具体原因不明，较为可信的说法认为是堡内的蝙蝠较多所致。